# Denise Mueller-Korenek
Denise Mueller-Korenek (* um 1973) ist eine US-amerikanische Radsportlerin aus Kalifornien. Seit 2018 hält sie mit 296,0 km/h den Weltrekord für die höchste Geschwindigkeit auf einem Fahrrad im Windschatten und gilt als schnellste Radfahrerin.

## Privates
Ihr Vater Myron Mueller war ein Langstreckenradfahrer, der seinen siebzigsten Geburtstag feierte, indem er die Grenzen des US-amerikanischen Festlands entlangfuhr – eine Strecke von 19.000 km. Er steht im Guinness Buch der Rekorde als ältester Mensch, der diese Strecke gefahren ist. Ihre Mutter Anna Dement fuhr bei Demolition-Derby-Rennen mit. „In unserer Familie ist Verrücktsein sozusagen Normalität“, sagte Denise. Sie machte ihren Abschluss an der San Dieguito High School.
1991 erschien sie mit ihrem Mentor John Howard in einem Lehrvideo über Rennradfahren, das zwei Fernsehpreise gewann.

## Karriere

### Als Juniorin
Mueller nahm als Juniorin an Wettkämpfen teil und war dabei mehr als ein Dutzend Mal unter den ersten Drei in nationalen und internationalen Wettbewerben. Sie gewann 15 nationale Meisterschaften bei Straßen-, Bahnrad- und Mountainbike-Rennen. 1992 beendete sie ihre Karriere mit 19 Jahren.
Danach arbeitete sie in der Sicherheitsdienst-Firma ihrer Eltern und wurde später deren Geschäftsführerin.

### Comeback
2009, mit 36 Jahren, nahm Mueller-Korenek das Radfahren und das Laufen wieder auf und nahm an Marathons und dem Ironman-Triathlon teil. Ihr Trainer war John Howard. Er war dreifacher Olympiateilnehmer und fuhr 1985 den Geschwindigkeitsweltrekord mit 245 km/h. Mueller-Korenek entschied sich, den Geschwindigkeitsrekord zu versuchen, nachdem Howard ihr gesagt hatte, dass dies noch keine Frau jemals versucht habe.

### Training für Geschwindigkeitsrekord
2012 begann sie mit ernsthaftem Training. Nebenbei gewann sie zwei nationale Meisterschaften in ihrer Altersklasse.
2016 versuchte sie zum ersten Mal den Rekord auf dem Bonneville-Salzsee zu brechen. Mit 237,7 km/h stellte sie dabei den Frauenweltrekord auf.
Rompelberg, dessen Rekord sie zu brechen versuchte, unterstützte sie in ihren Bemühungen und stellte ihr als Pacecar denselben 1000-PS-Dragster zur Verfügung, der bei seinem Rekord eingesetzt worden war. Das Pacecar wurde von der professionellen Rennfahrerin Shea Holbrook gefahren.

## Weltrekord seit 2018
Mit 296,0 km/h fuhr Denise Mueller-Korenek am 16. September 2018 auf dem Bonneville-Salzsee in Utah den aktuellen Geschwindigkeitsweltrekord mit dem Rennrad im Windschatten. Bei ihrem dritten Versuch brach sie den Weltrekord auf der letzten Meile. Ihr Ziel war es gewesen, den vorigen Rekord von 269 km/h zu brechen. Sie war jedoch überrascht, als sie erfuhr, dass sie 296 km/h erreicht und den Rekord von Rompelberg um fast 27 km/h übertroffen hatte. „Wir sollten nicht mehr als 281 km/h fahren“, sagte sie danach.
Sie ist die erste Frau, die diesen erstmals 1899 aufgestellten Weltrekord, hält.

## Fahrzeug und Technik
Bei diesem Rekordversuch fährt der Radfahrer unmittelbar hinter einem Pacecar, das mit einem Windschutz ausgestattet ist, so dass er im Windschatten des Fahrzeugs fahren kann. Bei einer solchen Geschwindigkeit nur Zentimeter hinter einem Auto zu fahren ist so gefährlich, dass die meisten Weltklasse-Radfahrer es nicht einmal versuchen. Das maßgefertigte Fahrrad hat derart lang übersetzte Gänge, dass es von einem Fahrzeug auf 140 bis 160 km/h gezogen werden muss. Der Radfahrer löst dann das Zugseil und tritt aus eigener Kraft.